# Emily Watson
Emily Margaret Watson, OBE (sinh ngày 14 tháng 1 năm 1967) là một nữ diễn viên người Anh. Cô được đề cử giải Oscar cho Nữ diễn viên xuất sắc nhất cho bộ phim đầu tay của cô là Bess McNeil trong phim Breaking the Waves của Lars von Trier (1996) và vai diễn Jacqueline du Pré trong phim Hilary and Jackie (1998), đoạt giải BIFA Award for Best Nữ diễn viên cho phim sau. Cô đã giành giải thưởng BAFTA TV cho Nữ diễn viên chính xuất sắc nhất cho vai diễn Janet Leach trong bộ phim truyền hình ITV 2011 phù hợp với người lớn.
Watson bắt đầu sự nghiệp của mình trên sân khấu và gia nhập Công ty Royal Shakespeare vào năm 1992. Năm 2002, cô đóng vai chính trong các tác phẩm của Twelfth Night và Bác Vanya tại Donmar Warehouse, và được đề cử cho giải thưởng Olivier năm 2003 cho Nữ diễn viên xuất sắc nhất cho phim này. Những bộ phim khác của cô bao gồm The Boxer (1997), Angela's Ashes (1999), Gosford Park (2001), Punch-Drunk Love (2002), Red Dragon (2002), Cuộc đời và cái chết của Peter Sellers (2004), Corpse Bride 2005), phim truyền hình Synecdoche, New York (2008), phim Oranges and Sunshine (2010), Chiến mã (2011), Thuyết yêu thương (2014) và Kingsman: Tổ chức Hoàng Kim (năm 2017).